# Ешли Бенсон
Ешли Викторија Бенсон (енгл. Ashley Victoria Benson; Анахајм, 18. децембар 1989) америчка је глумица и модел. Најпознатија је по улози Хане Марин у телевизијској серији Слатке мале лажљивице.

## Биографија
Бенсонова је рођена 18. децембра 1989. године у Анахајму, Калифорнија, у породици енглеских, немачких и ирских корена. Од своје четврте године се бавила балетом и другим врстама плеса, а са само пет година је потписала уговор са модном агенцијом „Форд“ и почела да ради као дечји модел. Касније се посветила глуми, а своје прве улоге остварила је у музичким спотовима.
У Сједињеним Америчким Државама Бенсонова се прославила улогом Еби Деверо у популарној сапуници Дани наших живота. Светску популарност стекла је играјући лик Хане Марин у телевизијској серији Слатке мале лажљивице, која се у САД емитује од 2010. године, а у Србији од 2015. године приказује на каналу Фокс лајф. У међувремену је остварила епизодне роле у серијама Седмо небо, Истражитељи из Мајамија, Округ Оринџ, Ловци на натприродно, Како сам упознао вашу мајку и Породични човек. Запажену филмску улогу остварила је у филму Бунтовнице, у ком је играла заједно са Џејмсом Франком, Ванесом Хаџенс и Селеном Гомез.
Бенсонова је блиска пријатељица глумице Шеј Мичел, која такође игра једну од главних улога у серији Слатке мале лажљивице.

## Филмографија
| Улоге Ешли Бенсон |                             |               |               |                           |
| Година            | Српски назив                | Изворни назив | Улога         | Напомена                  |
| 2002.             |                             |               | Плесачица     | ТВ серија                 |
| 2002.             |                             |               | Мелиса Хауел  | ТВ серија                 |
| 2002.             | Западно крило               |               | Девојка       | ТВ серија                 |
| 2004.             | Данас 13, сутра 30          |               | Девојка       |                           |
| 2004.             |                             |               | Ејприл        | ТВ серија                 |
| 2004.             | Дани наших живота           |               | Еби Деверо    | ТВ серија, 2004–2007.     |
| 2005.             |                             |               | Минди         | Краткометражни филм       |
| 2005.             |                             |               | Кендис        | ТВ серија                 |
| 2005.             | Седмо небо                  |               | Марго         | ТВ серија                 |
| 2006.             | Округ Оринџ                 |               | Рајли         | ТВ серија                 |
| 2007.             |                             |               | Карсон        | Видео издање              |
| 2008.             |                             |               | Алис          |                           |
| 2008.             |                             |               | Брук Типит    | Телевизијски филм         |
| 2008.             | Истражитељи из Мајамија     |               | Ејми Бек      | ТВ серија                 |
| 2008.             | Ловци на натприродно        |               | Трејси Дејвис | ТВ серија                 |
| 2009.             |                             |               | Миа Торколети | ТВ серија, 2009–10.       |
| 2010.             | Слатке мале лажљивице       |               | Хана Марин    | ТВ серија, 2010–тренутно  |
| 2010.             |                             |               | Кејтлин Квин  | Телевизијски филм         |
| 2011.             |                             |               | Девојка       | ТВ серија                 |
| 2012.             | Бунтовнице                  |               | Брит          |                           |
| 2012.             |                             |               | Стефани       |                           |
| 2013.             |                             |               | Ешли          | ТВ мини-серија            |
| 2013.             | Како сам упознао вашу мајку |               | Карли         | ТВ серија                 |
| 2013.             | Рејвенсвуд                  |               | Хана Марин    | ТВ серија, 2013–14.       |
| 2014.             | Породични човек             |               | Дакота        | ТВ серија, гласовна улога |
| 2015.             |                             |               | Ема           |                           |
| 2015.             |                             |               | Ешли Бенсон   | ТВ серија                 |
| 2015.             | Пиксели                     |               | Лејди Лиса    |                           |
| 2016.             |                             |               | Маргарет      |                           |